# Catapterix crimaea
Catapterix crimaea is een vlindersoort uit de familie van de Acanthopteroctetidae. De wetenschappelijke naam van de soort is voor het eerst geldig gepubliceerd door Zagulajev & Sinev in 1988.
De soort komt voor in Oekraïne.